# Radical 170
Le radical 170, qui signifie le terre-plein ou le barrage, est un des 9 des 214 radicaux chinois répertoriés dans le dictionnaire de Kangxi composés de huit traits.
Le caractère Unicode de 阜 est 961C.

## Caractères avec le radical 170
| nombre de traits          | caractères                                                     |
| ------------------------- | -------------------------------------------------------------- |
| Sans trait supplémentaire | 阜 阝                                                          |
| 2 traits supplémentaires  | 阞 队                                                          |
| 3 traits supplémentaires  | 阠 阡 阢 阣 阤                                                 |
| 4 traits supplémentaires  | 阥 阦 阧 阨 阩 阪 阫 阬 阭 阮 阯 阰 阱 防 阳 阴 阵 阶          |
| 5 traits supplémentaires  | 阷 阸 阹 阺 阻 阼 阽 阾 阿 陀 陁 陂 陃 附 际 陆 陇 陈 陉       |
| 6 traits supplémentaires  | 陊 陋 陌 降 陎 陏 限 陑 陒 陓 陔 陕                            |
| 7 traits supplémentaires  | 陖 陗 陘 陙 陛 陜 陝 陞 陟 陠 陡 院 陣 除 陥 陦 陧 陨 险       |
| 8 traits supplémentaires  | 陚 陪 陫 陬 陭 陮 陯 陰 陱 陲 陳 陴 陵 陶 陷 陸 陹 険 隆       |
| 9 traits supplémentaires  | 陻 陼 陽 陾 陿 隀 隁 隂 隃 隄 隅 隇 隈 隉 隊 隋 隌 隍 階 随 隐 |
| 10 traits supplémentaires | 隑 隒 隓 隔 隕 隖 隗 隘 隙                                     |
| 11 traits supplémentaires | 隚 際 障 隝 隞 隟 隠 隡                                        |
| 12 traits supplémentaires | 隢 隣 隤 隥                                                    |
| 13 traits supplémentaires | 隦 隧 隨 隩 險 隫                                              |
| 14 traits supplémentaires | 隬 隭 隮 隯 隰 隱                                              |
| 15 traits supplémentaires | 隳                                                             |
| 16 traits supplémentaires | 隴                                                             |
| 17 traits supplémentaires | 隵                                                             |